# Alexiushaus

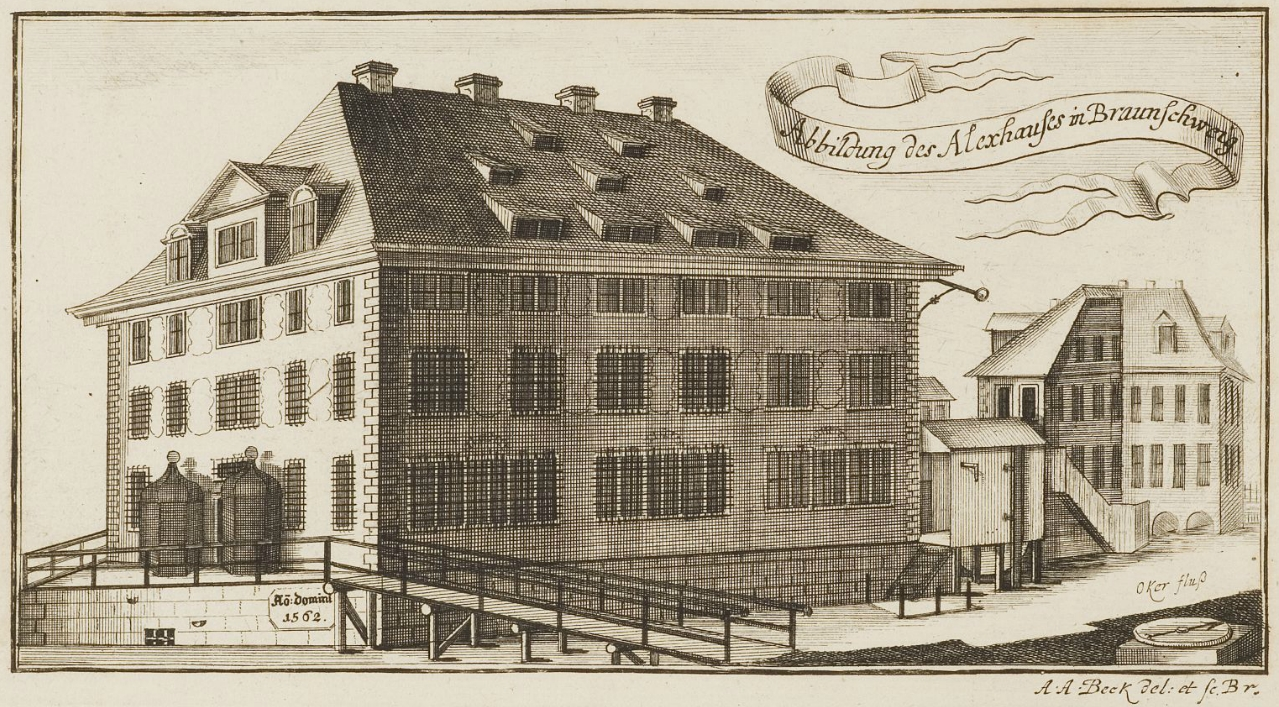
Das Alexiushaus,
Kupferstich von Anton August Beck, 1756

Das Alexiushaus (auch Alexiusspital) war ein Alexianerkonvent und Armenhaus in Braunschweig vom 15. bis zum 19. Jahrhundert.

## Lage
Das Haus lag im historischen Weichbild Altewiek, östlich der Oker an der heutigen Münzstraße. Es gehörte seit dem 17. Jahrhundert zum Komplex des Großen Waisenhauses BMV.

## Geschichte
Wahrscheinlich 1472 erhielten die Alexianer (auch Trullebroder, Celliten genannt) ein Haus am Damm. Von 1482 ist die erste Erwähnung in einem Testament erhalten. Sie pflegten vor allem Kranke und waren wahrscheinlich auch für die Totenbestattung zuständig.
Nach Einführung der Reformation in der Stadt 1528 hielten einige Brüder offenbar noch einige Zeit an den alten Strukturen und dem alten Glauben fest, was einigen Unmut in Teilen der Stadtbevölkerung auslöste. 1547 wies der Stadtrat deshalb ausdrücklich auf die Notwendigkeit des Erhaltes der Tätigkeiten der Brüder hin.
1562 wurde ein neues Haus gebaut. Erst 1584 erhielt es eine Ordnung, in der unter anderem das regelmäßige Studium lutherischer Schriften angemahnt wurde. 1627 starb der letzte Alexianerbruder.
Danach wurde das Gebäude zum Armenhaus und zur Ausgabestelle für Gelder an Arme durch die Stadt. 1677 wurde es dem Großen Waisen- und Armenhaus BMV eingegliedert. Spätestens ab 1748 diente es als Fürstliches Werk- und Arbeitshaus der Unterbringung von psychisch und sozial Auffälligen („Geisteskranke und Verwahrloste“). Ab 1757 war es Lazarett, ab 1829 wieder Heil- und Bewahrungs-Anstalt für Geisteskranke. Ab 1865 war dort die vierte untere Bürgerschule untergebracht.
1878 wurde das Gebäude auf Anordnung des Rates abgebrochen.